# 吕山德
吕山德（羅馬化：Lysandros；？—前395年）又译莱山德，斯巴达人，古希腊军事家。凭借出色的外交手段，获得波斯的支持之后，吕山德指挥斯巴达舰队于公元前405年在埃果斯河战役中击溃了比自己强大的雅典海军，从而结束了伯罗奔尼撒战争。斯巴达军队随后占领了雅典城，在吕山德的扶持下建立了三十人僭主集团，结束了雅典的民主政体。

## 诺提姆之战
公元前407年，吕山德被任命为斯巴达在爱琴海的海军司令（海军将领）。正是在这一时期，他获得了小居鲁士的友谊和支持，小居鲁士是波斯大流士二世和帕里萨蒂的儿子。
随后，吕山德开展了一项重大计划，即以以弗所为基地建立一支强大的斯巴达舰队，可以对付雅典人及其盟友。
此时阿尔西比亚德被任命为雅典军队的总司令，拥有专制权力，并前往萨摩斯，重新加入他的舰队，试图引诱斯巴达海军司令吕山德离开以弗所与之交战。吕山德拒绝交战，然而，当阿尔西比亚德外出寻找补给时，雅典中队被置于他的舵手安提阿克的指挥之下。吕山德趁机设法与雅典舰队交战，在公元前406年的诺提姆战役中，雅典舰队被斯巴达舰队（在居鲁士领导的波斯人帮助下）击溃。这次对吕山德的失败给了阿尔西比亚德的敌人剥夺他的指挥权的借口。他只得向北航行到他在色雷斯的赫尔松内斯拥有的土地上，再也没有回到雅典。